# ジャン＝ジョルジュ・カストネル
ジャン＝ジョルジュ・カストネル（Jean-Georges Kastner, *1810年3月9日 ストラスブール – †1867年12月19日 パリ）は、フランスの作曲家・音楽ライター。ドイツ語でヨハン・ゲオルク・カストナー（Johann Georg Kastner）とする表記もある。

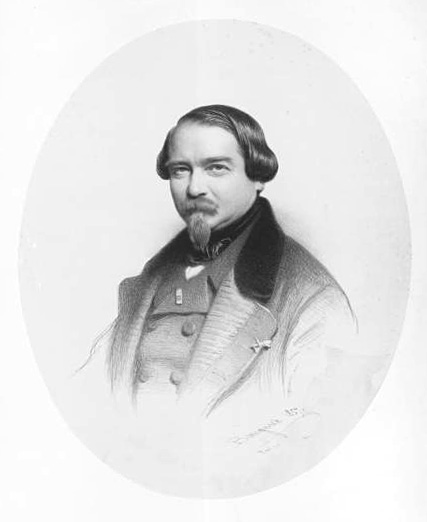

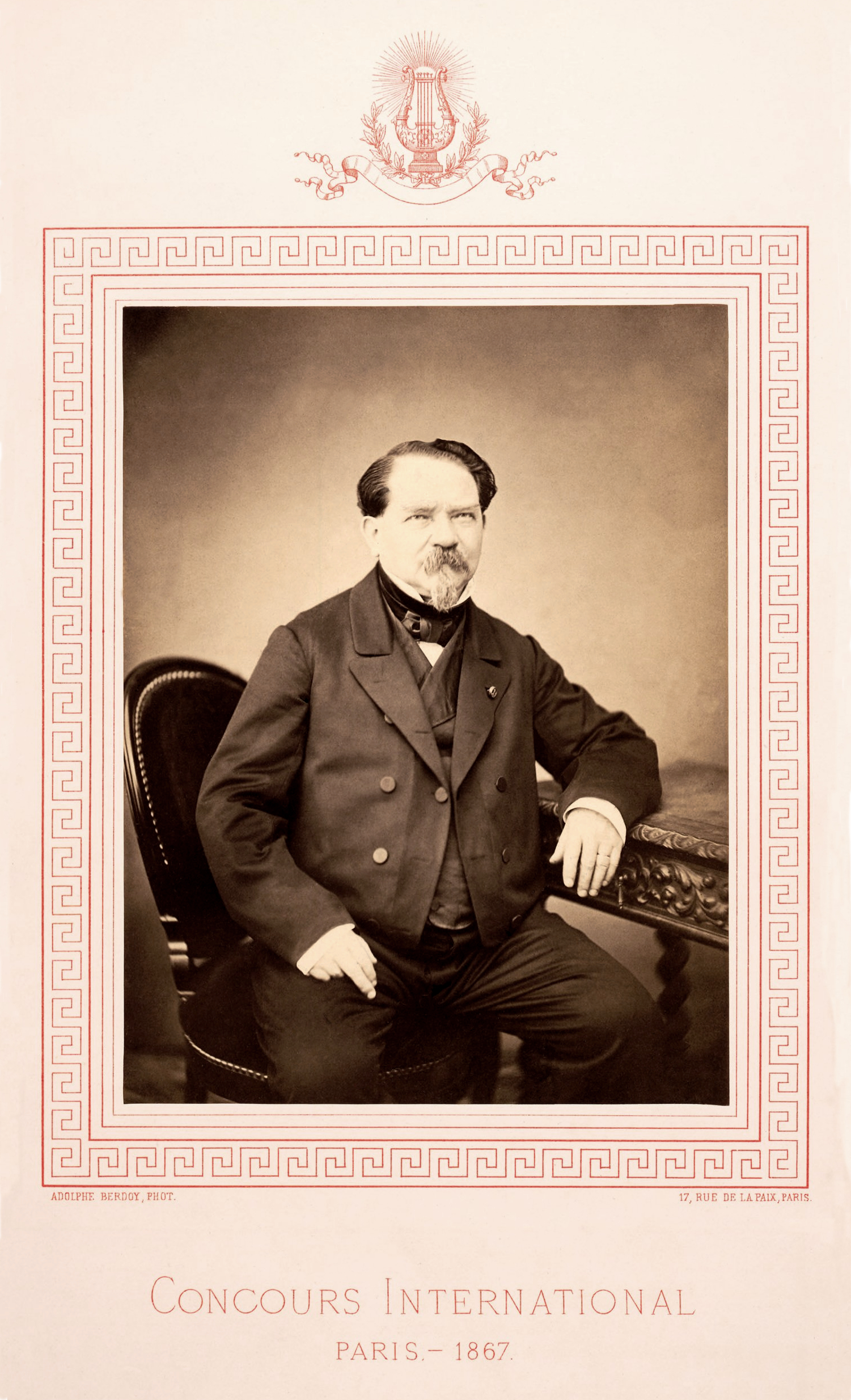
Jean-Georges Kastner, 1867

父親はデトヴィレール（Dettwiller）出身のヨハン・ゲオルク・カストナー（Johann Georg Kastner）で、母親はヴェルト（Wœrth）出身のマリー・ザロメ・プファイファー（Marie Salome geb. Pfeiffer）。楽才に恵まれたにもかかわらず父親の要望を容れ、1827年から1832年までストラスブール大学で神学を学ぶ。1835年に歌劇《サルマタイの女王》がストラスブールで初演された後に、同市の評議会より奨学金を授与されてパリ音楽院に入学し、同年よりアントン・ライヒャとアンリ・モンタン・ベルトンに師事した。
1837年5月16日に、門人レオニー・アマブル・アルベルト・ブルソー（Léonie Amable Alberte Boursault）とパリで結婚する。新婦が裕福だったため、カストネルは経済的な不安なしで音楽活動に携わることができた。なお、息子のジョルジュ・フレデリック・ウジェーヌ・カストネルは、ピロフォン（Pyrophon）という楽器の発明者である。
カストネルは、フランス様式の作品に徹底して、合唱などのドイツ的な要素を採り入れている。

## 主要作品一覧
- 歌劇
  - ベアトリス（Béatrice ）
  - 仮面舞踏会（La Maschera ）
  - 悪魔ロベールの修道女（Les Nonnes de Robert le Diable ）
- Livres-partitions （劇的交響曲）
  - 死の舞踊（La danse macabre ） （1852年）
  - 生の歌（Les chants de la vie ） （1854年）
  - フランス兵士の歌（Le chant de l'armée française ） （1855年）
  - オズワルドの夢、またはシレーヌ（La rève d'Oswald ou les sirènes ） （1856年）
  - パリの声（Les cris de Paris ） （1857年）